# Lygniodes plateni
Lygniodes plateni är en fjärilsart som beskrevs av Arnold Pagenstecher 1890. Lygniodes plateni ingår i släktet Lygniodes och familjen nattflyn. Inga underarter finns listade i Catalogue of Life.